# Do diabła z brzydalami
Do diabła z brzydalami (hiszp. Que se mueran los feos) – hiszpańska komedia z 2010 roku w reżyserii Nacho G. Velilli. Zdjęcia kręcono w Las Tiesas Altas, Ansó, Valle de Hecho, Jaca, Huesce, Saragossie i w Madrycie.

## Opis fabuły
Eliseo (Javier Cámara) jest brzydki, kulawy i doskwiera mu samotność. Na pogrzebie matki spotyka dawną znajomą rodziny, Nati (Carmen Machi), która pierwszą młodość ma już za sobą i też nie grzeszy urodą. Jest jednak pełna uroku i poczucia humoru. Podbija tym serce Eliseo.

## Obsada
- Javier Cámara jako Eliseo
- Carmen Machi jako Nati
- Julián López jako Bertín
- Juan Diego jako Auxilio
- Ingrid Rubio jako Mónica
- Hugo Silva jako Román
- Tristán Ulloa jako Abel
- Lluís Villanueva jako Javier
- María Pujalte jako Begoña
- Kira Miró jako Paloma